# Gustavo Leal
Gustavo Leal (Tacuarembó), es un sociólogo, funcionario y escritor uruguayo.

## Biografía
Hijo de Bertha y Julio Leal. Estudió en el Colegio Pío IX hasta cuarto de liceo y culminó sus estudios secundarios en el Liceo N°9 de Villa Colón. En 1993 se recibió de sociólogo en la Facultad de Ciencias Sociales de la Universidad de la República. Tiene un postgrado de Especialización en Altos Estudios de Comunicación Social y un diplomado en Políticas Sociales. Trabajó en la organización no gubernamental El Abrojo.
Desde 2012 hasta 2020 fue asesor y luego Director de Convivencia y Seguridad Ciudadana del Ministerio del Interior de Uruguay.
Por su libro Historias de sicarios en Uruguay fue reconocido con el Premio Libro de Oro en 2021 por la Cámara Uruguaya del Libro.

## Libro
- 2021, Historias de sicarios en Uruguay